# Albert Büchi (Historiker)

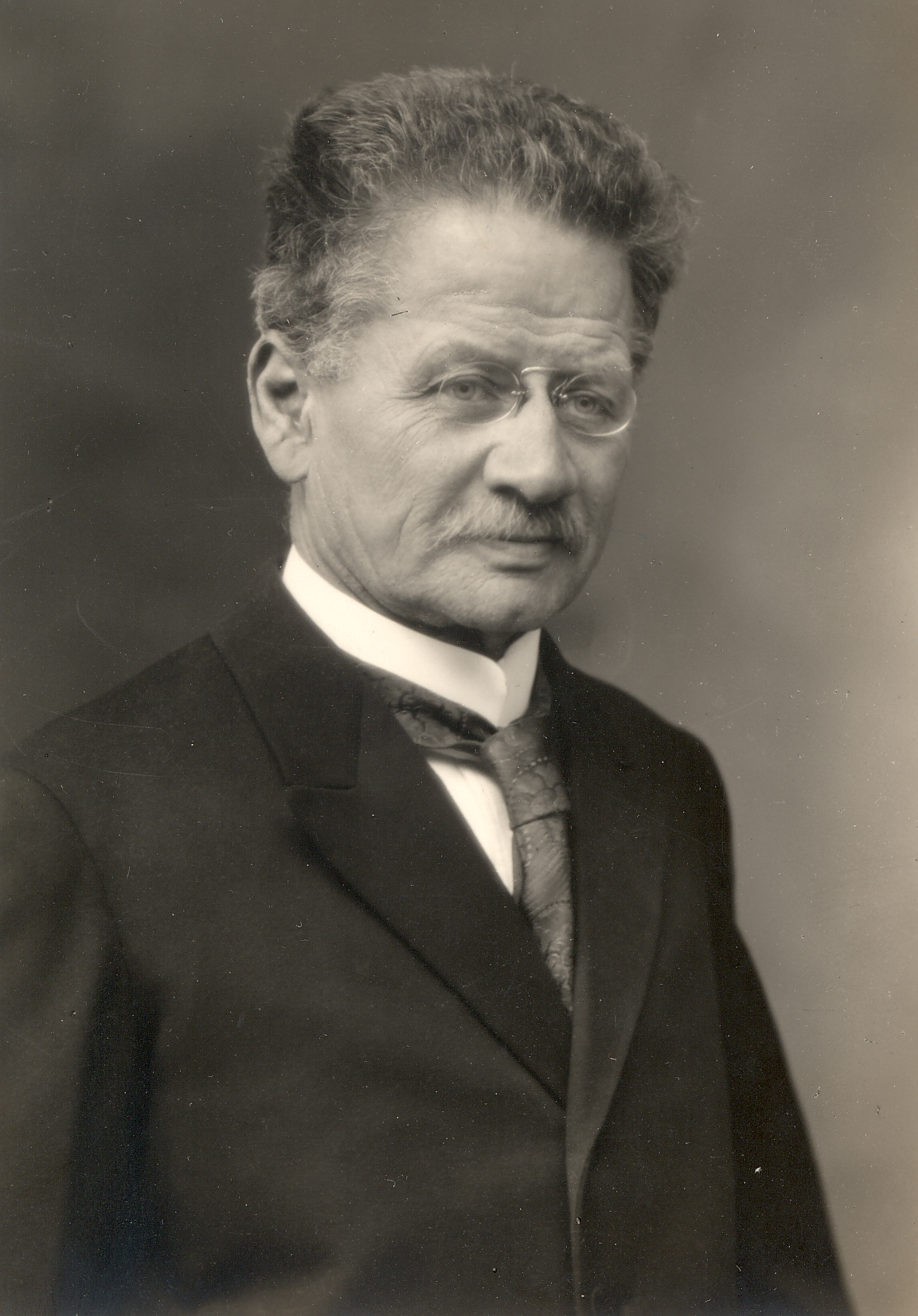
Albert Büchi im Jahr 1924

Albert Büchi (* 1. Juni 1864 in Frauenfeld; † 14. Mai 1930 in Freiburg im Üechtland) war ein Schweizer Historiker und Rektor der Universität Freiburg (Schweiz). 

## Leben
Albert Büchi war der jüngste Sohn des Lehrers und Thurgauer Staatskassiers Josef Nikolaus Büchi (1820–1883). Er erlangte die Matura an der Kantonsschule in seiner Heimatstadt, studierte im Wintersemester 1884/85 am Bischöflichen Lyzeum Eichstätt Theologie und im Sommersemester 1885 an der Universität Basel Philologie. Die weitere Studienzeit verbrachte er ausschliesslich in Deutschland, nämlich an den Universitäten Berlin und München. An der Universität München wurde er 1889 zum Dr. phil. promoviert. In seiner Dissertation beschäftigte er sich mit Albrecht von Bonstetten. Im Juni/Juli 1889 lehrte er in Stellvertretung am Lehrerseminar in Rorschach. Im Dezember 1889 wurde er Privatdozent für Schweizergeschichte an der neu gegründeten katholischen Universität Freiburg (Schweiz). Seiner Beurlaubung zum Habilitationsstudium in Bonn, Köln und Paris folgte vom Sommersemester 1891 an bis zum Sommersemester 1930 eine ununterbrochene Lehrtätigkeit als ordentlicher Professor für Schweizergeschichte an der Universität Freiburg. Einige Jahre lehrte er dort zusätzlich Alte Geschichte. 1903 war er Mitgründer der «Genossenschaft des Salesianums» zur Errichtung eines Theologenkonvikts in Freiburg. 1904/05 war er Rektor der Universität Freiburg. 
1895 heiratete er Marie (Maria Anna Carolina) Rogg, eine Tochter des Thurgauer Oberrichters und Kirchenratspräsidenten Karl Martin Rogg. Eine Tochter von Albert und Marie Büchi-Rogg, Beatrix Büchi (1901–1987), heiratete 1927 Emil Franz Josef Müller-Büchi, der ebenfalls an der Universität Freiburg lehrte.
1893 war Büchi Mitgründer und bis 1930 Präsident des Deutschen Geschichtsforschenden Vereins des Kantons Freiburg. Er begründete 1894 die Freiburger Geschichtsblätter. Von 1895 bis 1904 war er Redaktor der Monat-Rosen, der Kulturzeitschrift des Schweizerischen Studentenvereins, dessen Mitglied er seit 1883 war. Als Mitglied des Zentralkomitees des Schweizerischen Katholischen Volksvereins trat er 1903 als Redner auf dem 1. Schweizerischen Katholikentag in Luzern auf und übernahm 1907 die Redaktion der Zeitschrift für Schweizerische Kirchengeschichte. Ab 1917 fungierte er als deren Mitherausgeber. Er hinterliess eine umfangreiche Gelehrten-Korrespondenz und eine Sammlung von Zeitungsausschnitten hauptsächlich zur Freiburger Universitätsgeschichte.

## Leistungen
Büchi war ein Experte für die Historiographie des 15. und 16. Jahrhunderts. 1914 erschien seine Ausgabe der Freiburger Chronik der Burgunderkriege von Peter von Molsheim. Als sein Hauptwerk gilt das 1923/25 erschienene zweibändige Werk über Kardinal Matthäus Schiner. Seine etwa 150 Veröffentlichungen von Zeitschriftenaufsätzen bis hin zu den bedeutenden Monografien sind unter anderem in folgenden Bibliographien erfasst:
- Franz Sales Romstöck: Personalstatistik und Bibliographie des bischöflichen Lyceums in Eichstätt. Ingolstadt 1894, S. 179 f.
- Karl Emmanuel Lusser: Albert Büchi. Zur Vollendung seines 60. Lebensjahres. In: Zürcher Nachrichten. 1. Juni 1924 (Bibliographie anhängend).
- Gustav Schürer: Albert Büchi als Geschichtsforscher. In: Freiburger Geschichtsblätter. 31. Jg. (1933) (Bibliographie anhängend).
- Repertorium 100 Jahre Monat-Rosen. In: Civitas. 14. Jg. (1958/59), S. 70 f. (Bibliographie der in den Monat-Rosen erschienenen Artikel Büchis).

Zusätzlich seien folgende Arbeiten des Eichstätter Studenten Büchi genannt:
- Nachweis des speziellen Unterschiedes vom Organischen und Unorganischen in Mineral und Pflanze, Wintersemester 1884/85, Manuskript, in: Universitätsbibliothek Eichstätt, Handschriftenabteilung, VA 8
- (Zusammen mit Julius Dedual und Joseph Vock): Geschichte der Helvetia Eystettensis (Auslandssektion des Schweizerischen Studentenvereins seit 1864), Wintersemester 1884/85, Manuskript, in: Universitätsbibliothek Eichstätt, Handschriftenabteilung, VA 8 (gedruckt in erweiterter Form ohne Autorennennung, Eichstätt 1889)